# Maria Victòria Garcia i Gaitero
Maria Victòria Garcia i Gaitero (Burgos 1940) és una mestra d'escola catalana. Passà la infantesa a Tarragona i es va instal·lar a Barcelona el 1959. Començà treballant com a professora al col·legi Bellafila, al mateix temps que es comprometia en els moviments d'ajuda social al barri de Pequín de Sant Adrià de Besòs. El 1964 s'instal·là a les Corts.
Després d'un període apartada de l'ensenyament, exercí en diverses escoles de Barcelona fins a arribar al CEIP Seat, on ha treballat fins a la seva jubilació i on ha rebut diversos guardons per treballs i projectes educatius, entre ells el Leandre Colomer de la UAB per la Història de Catalunya adaptada als nens i el Projecte Educatiu per a Primària d'Aldees Infantils SOS, del Ministeri d'Educació i Ciència d'Espanya.
També ha intervingut activament en la vida social del barri de les Corts, on a finals de la dècada de 1980 va promoure l'Associació de Dones del Camp Nou —posteriorment Associació Elisenda de Montcada— i simultaniejà la seva presidència amb la de l'Associació Dona i Ciutat. És membre del Consell de Dones del Districte, representant de les Corts al Consell de Dones de la Ciutat i membre del Consell de Dones de Catalunya de l'Institut Català de la Dona; mercè a aquests càrrecs ha intervingut en trobades, congressos i jornades sobre temàtica femenina d'abast català, espanyol i internacional.
La seva activitat al districte ha estat canalitzada a través del Consell de la Gent Gran, del projecte Memòria Històrica, del Club de Lectura o del Banc Solidari. Ha compaginat la seva tasca social amb la poesia, vocació que l'ha dut també a organitzar recitals poètics i lectures dramatitzades per a grans i petits. El 2004 va obtenir el premi del jurat Maria Aurèlia Capmany pel projecte La placita: un ágora para las mujeres. El 2007 va rebre la Medalla d'Honor de Barcelona.